# گولتس کروپوتکین
گولتس کروپوتکین (انگلیسی: Golets Kropotkin) یکی از کوه‌های سیبری جنوبی در سرزمین زابایکالسکی ناحیه فدرالی خاور دور کشور روسیه است.